# Campagne de l'Adriatique (1807-1814)
Guerres napoléoniennes
Batailles
- Lissa
- Pelagosa
- Pirano
- Zara
- Cattaro
- Raguse

La campagne de l'Adriatique est un théâtre d'opération mineur des guerres napoléoniennes.

## Historique
Au cours de ce conflit, une succession d'escadres et de navires indépendants britanniques de la Royal Navy harcèlent les forces navales combinées de l'Empire français, du royaume d'Italie, des Provinces illyriennes et du royaume de Naples en mer Adriatique. L'Italie, Naples et l'Illyrie sont toutes contrôlées directement ou indirectement par l'empereur français Napoléon Ier depuis la signature du traité de Presbourg, à la suite de la guerre de la Troisième Coalition.
La flotte britannique du capitaine William Hoste remporte la bataille de Lissa le 13 mars 1811 et, en 1813-1814, aide les Autrichiens et Monténégrins à réduire les garnisons françaises des Provinces illyriennes lors de la troisième campagne de Dalmatie.